# 清河水库 (铁岭)
清河水库位于中国辽宁省铁岭市清河区，是以防洪、灌溉、工业供水为主，兼有养鱼、旅游功能的大（二）型水库。省属水库。